# The Damned Things

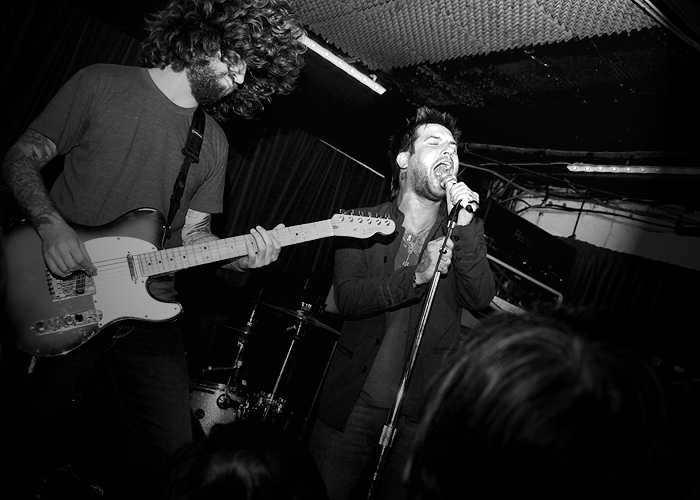
The Damned Things in 2010

The Damned Things is een heavymetal supergroep die bestaat uit Joe Trohman en Andy Hurley van Fall Out Boy en de Anthraxleden Scott Ian and Rob Caggiano, samen met Keith Buckley and Josh Newton van Every Time I Die.

## Bandleden
- Keith Buckley – zanger
- Joe Trohman – lead- & rhythmgitarist
- Rob Caggiano – lead- & rhythmgitarist
- Scott Ian – rhythmgitaar,achtergrondzang
- Andy Hurley – drummer,
- Josh Newton – basgitaar

## Discografie
- Ironiclast (2010)

- High Crimes (2019)